# Francis Baily
Francis Baily, född den 28 april 1774 i Newbury, Berkshire, död den 30 augusti i 1844 i London, var en engelsk astronom.
Baily var fram till 1825 växelmäklare, men gjorde observationer från ett eget litet observatorium samt var en av stiftarna av och sedermera president i Londons astronomiska sällskap. Han tilldelades sällskapets guldmedalj 1827. Baily utgav stjärnkataloger. Särskilt nämnvärd är hans kritiska upplaga av Ptolemaios, Ulug Beks, Tycho Brahes, Halleys och Hevelius stjärnförteckningar (1843).

## Utmärkelser
Nedslagskratern Baily på månen och asteroiden 3115 Baily är uppkallad efter honom.